# 田井中啓彰
田井中 啓彰（たいなか ひろあき、1984年3月27日 - ）は、日本の元ラグビー選手。2016年現在トップリーグキヤノンイーグルスのアシスタントバックスコーチを務めている。

## プロフィール
- 福岡県出身。
- ポジションはウィング(WTB)、フルバック(FB)。
- 身長 186cm、体重 92kg
- ニックネームはバンチョー。
- 学生日本代表に選ばれたことがある[1]。
- 関東代表に選ばれたことがある[2]。

## 略歴
小学1年生からラグビーを始めた。
2002年、北九州高校卒業後、関東学院大学に入る。
2006年、関東学院大学卒業後、三洋電機ワイルドナイツに加入。同年9月9日に行われたジャパンラグビートップリーグ第2節のセコムラガッツ戦に途中出場で公式戦初出場を果たす。 
2011年、キヤノンイーグルスに加入。
2015年、現役を引退し、キヤノンイーグルスのコーチに就任した